# Клеман, Жан Батист
Жан Батист Клема́н (фр. Jean-Baptiste Clément; 30 мая 1836, Булонь-Бийанкур — 23 февраля 1903, Париж) — французский поэт-песенник, публицист, деятель социалистического движения, коммунар. Шансонье.

## Биография
Сын зажиточного мельника под Парижем. В юном возрасте покинул родительский дом, был рабочим, затем стал профессиональным шансонье. Под влиянием усилившегося во Франции политического движения перешёл от создания сентиментально-лирической песни к социальным песням («песням-повстанкам»), направленным против властей Второй французской империи, за что преследовался полицией.
В 1867 году вынужден был уехать на год в Бельгию. После возвращении в Париж Клеман продолжал свои выступления в печати против господствующего режима (сатирический листок «Carmagnole», серия бесед «Lanterne du peuple», сатирический еженедельник «Casse-tête»), сотрудничал в прудонистских периодических изданиях. За «оскорбление величества» был заключён в тюрьму, из которой его освободила Сентябрьская революция 1870 года во Франции, свергнувшая Наполеона III и положившая начало Третьей республике.
При Парижской коммуне Клеман стал мэром Монмартра и членом Коммуны. Сражался за неё на последних баррикадах. После падения Коммуны был приговорён к смертной казни, скрывался в Париже, затем бежал в Англию.
Вернувшись после амнистии (1880), принял участие в социалистических изданиях. При расколе среди французских социалистов в 1882 году стал одним из лидеров поссибилистов. В 1901 году основал издательство социально-пропагандистской литературы.
Умер в Париже в крайней бедности. Похоронен на кладбище Пер-Лашез.

## Творчество
Жан Батист Клеман — автор ряда популярных песен, в том числе известных «Le Temps des cerises» и «La Semaine sanglante» (большой песни-поэмы, посвящённой Коммуне, написанной под свежим впечатлением кровавой недели, одновременно с «Интернационалом» Потье).
Песни поэта соединяют интимную лирику с социальными мотивами. Песни на общественные темы преобладают в творчестве поэта Клемана. Среди них особо надо отметить «La machine», «Liberté, Egalité, Fraternité», «Les train-misáre», «La Grêve» и др.
В 1885 году выпустил первый сборник песен «Chansons». В 1886—1887 опубликовал свои воспоминания о Коммуне «La revanche des communeux» и серию бесед «Questions sociales à la portée de tous par un homme du peuple».

## Избранные песни
| - Au Moulin de Bagnolet (1863) - Le Moulin des larmes (1865) - Le Temps des cerises (1866) - La Semaine sanglante (1871) - La chanson du semeur (1882) - Aux loups (1884) - La grève (1893) - En avant Paysans! (1900) - Dansons la capucine (1860—1870) - La Marjolaine - Bonjour Printemps - Quatre-vingt-neuf | - L’Eau va toujours à la rivière - Fournaise - Ah le joli temps! - Le Chasse neige - Le Bonheur des Champs - Le Couteau de Jeannette - Fille des champs - Le Barde Gaulois - J’n’en ai pas le courage - Le Chant du ruisseau - Je vais chez la meunière |